# Cadáver exquisito (película)
Cadáver exquisito es una película dramática y de thriller psicológico argentina-española-brasileña de 2022 dirigida, en su debut, por Lucía Vassallo. Narra la historia de Clara, una joven que encuentra a su novia sin signos vitales en la bañera y mientras está en coma intentará reconstruir el pasado de ella, descubriendo que realmente no la conocía. Está protagonizada por Sofía Gala Castiglione y Nieves Villalba. La película se estrenó el 9 de junio de 2022 en las salas de cines de Argentina bajo la distribución de Cine Tren.

## Sinopsis
La trama sigue a Clara (Sofía Gala Castiglione), una maquilladora que encuentra a su novia Blanca (Nieves Villalba) flotando sin signos vitales en la bañera de su casa. A partir de esto, se siente destrozada y para recordarla revisa su celular, donde descubre unos chats que mantenía con distintos hombres. A pesar de su decepción, Clara comienza una viaje fantasmal, físico y psíquico con la finalidad de poseer el ser de Blanca.

## Reparto
- Sofía Gala Castiglione como Clara
- Nieves Villalba como Blanca
- Rafael Spregelburd como Lucas
- Nico García como Hombre en el bar
- Analía Couceyro como Enfermera
- Lorena Vega como Andrea
- Agustín Vásquez Corbalán
- Marcela Chaves
- Lola Banfi
- Santiago Gobernori

## Recepción

### Comentarios de la crítica
La película cosechó críticas medianamente positivas por parte de la prensa. Juan Pablo Cinelli del diario Página 12 puntuó a la cinta con 7, valorando que «Vasallo consigue integrar lo emocional con lo químico, en una historia en donde la cuestión que se aborda de fondo es la disolución de la identidad» y elogió la interpretación de Gala, diciendo que es interesante y supera un desafío tanto físico, como mental, lo que permitió «que su transformación pueda funcionar como hilo conductor hacia una realidad fuera de lo real». Por su lado, Ezequiel Boetti del sitio web Otros cine destacó que la directora «construye una película de climas inquietantes que reflexiona sobre los límites entre el amor romántico y el amor tóxico». En una reseña para el diario La Nación, Alejandro Lingenti calificó a la película como «regular», escribiendo que el filme presenta «escenas inconexas que confunden e incluso provoca el ingreso del film en el terreno de la comedia involuntaria».
Por otra parte, Francisco Mendes Moas del portal de internet Cine argentino hoy elogió el trabajo de Gala como «una gran interpretación» y que el desarrollo de la película «consigue erizar los pelos del cuerpo y remover constantemente en la butaca del cine». Emiliano Basile de Escribiendo cine, rescató que la cinta está «lleno de matices que le brindan un juego interesante a su fantasmagórico planteo» y que la actuación de Gala es «convincente», aportando una entrega física y emocional, necesaria para la película.

### Premios y nominaciones
| Lista de premios y nominaciones | Lista de premios y nominaciones                 | Lista de premios y nominaciones | Lista de premios y nominaciones   | Lista de premios y nominaciones | Lista de premios y nominaciones |
| Año                             | Organización                                    | Categoría                       | Nominado/a(s)                     | Resultado                       | Ref(s)                          |
| ------------------------------- | ----------------------------------------------- | ------------------------------- | --------------------------------- | ------------------------------- | ------------------------------- |
| 2022                            | Festival Internacional de Cine de Puerto Madryn | Mejor actriz                    | Sofía Gala Castiglione            | Ganadora                        | [ 10 ]                          |
| 2022                            | Festival Internacional de Cine de Puerto Madryn | Mejor actriz                    | Nieves Villalba                   | Ganadora                        | [ 10 ]                          |
| 2022                            | Festival Internacional de Cine de Puerto Madryn | Mejor directora                 | Lucía Vassallo                    | Ganadora                        | [ 10 ]                          |
| 2023                            | Premios Cóndor de Plata                         | Mejor actriz                    | Sofía Gala Castiglione            | Nominada                        | [ 11 ]                          |
| 2023                            | Premios Sur                                     | Mejor ópera prima               | Cadáver exquisito                 | Nominado                        | [ 12 ]                          |
| 2023                            | Premios Sur                                     | Mejor actriz                    | Sofía Gala Castiglione            | Nominada                        | [ 12 ]                          |
| 2023                            | Premios Sur                                     | Mejor actor de reparto          | Rafael Spregelburd                | Nominado                        | [ 12 ]                          |
| 2023                            | Premios Sur                                     | Mejor guion original            | Sebastián Cortés y Lucía Vassallo | Nominados                       | [ 12 ]                          |